# اوکی، کوماموتو
اوکی در استان کوماموتو در کشور ژاپن واقع شده‌است که دارای جمعیت ۶۲٬۷۱۸ نفر و مساحت ۱۸۸٫۵۶ کیلومتر مربع با تراکم جمعیت ۳۳۳ نفر در کیلومترمربع است و در تاریخ ۱۵ ژانویه ۲۰۰۵ به عنوان شهر شناخته شد.